# Eric Geboers
Éric Geboers, né le 2 août 1962 à Neerpelt et mort le 6 mai 2018 à Mol, est un pilote belge de motocross et d'endurance automobile, et ingénieur. Il est cinq fois champion du monde de motocross, entre 1982 et 1990, dans les trois catégories 125, 250 et 500 cm3.

## Carrière
Éric Geboers figure parmi les meilleurs pilotes belges de motocross. Il est le premier à remporter une couronne mondiale dans chacune des cylindrées 125 cm3, 250 cm3 et 500 cm3, et gagne le surnom « Mister 875 » (la somme de 125, 250 et 500).
Il quitte le monde des Grands Prix en 1990 sur une nouvelle victoire assortie d'un nouveau titre mondial.

## Mort
Éric Geboers meurt par noyade le 6 mai 2018 à Mol près d'Anvers, en voulant secourir son chien.

## Palmarès
- Champion du monde en 125 cm3 en 1982 et 1983 sur Suzuki 125 RM ;
- Champion du monde en 250 cm3 en 1987 sur Honda 250 CR ;
- Champion du monde en 500 cm3 en 1988 et 1990 sur Honda 500 CR ;
- Vainqueur de l'Enduro du Touquet 1988, 1989, 1990 sur Honda 500 CR[3].

## Distinctions
- Sportif belge de l'année en 1988
- Lauréat du Trophée national du Mérite sportif en 1988